# Ryta
Ryta (vitryska: Рыта) är ett vattendrag i Belarus. Det ligger i den västra delen av landet, 300 km sydväst om huvudstaden Minsk.
Omgivningarna runt Ryta är en mosaik av jordbruksmark och naturlig växtlighet. Runt Ryta är det ganska tätbefolkat, med 199 invånare per kvadratkilometer.  Trakten ingår i den hemiboreala klimatzonen.